# Frank Morriss
Frank E. Morriss (souvent crédité Frank Morriss) est un monteur américain, né le 15 septembre 1927 au Texas (lieu à préciser), mort le 3 juillet 2013 à Los Angeles (quartier de Northridge, Californie).

## Biographie
Au cinéma, il est monteur de vingt-sept films américains, depuis Tuez Charley Varrick ! de Don Siegel (1973, avec Walter Matthau et Joe Don Baker) jusqu'à un court métrage sorti en 2007.
Entretemps, il collabore fréquemment avec le réalisateur John Badham, notamment sur Tonnerre de feu (1983, avec Roy Scheider et Warren Oates), Comme un oiseau sur la branche (1990, avec Mel Gibson et Goldie Hawn) et Nom de code : Nina (1993, avec Bridget Fonda et Gabriel Byrne).
Durant sa carrière, entre autres distinctions, il obtient deux nominations à l'Oscar du meilleur montage (mais n'en gagne pas), la première pour Tonnerre de feu, la seconde pour À la poursuite du diamant vert de Robert Zemeckis (1984, avec Michael Douglas et Kathleen Turner).
Travaillant aussi à la télévision, Frank Morriss contribue à vingt-six téléfilms entre 1970 et 2004, dont plusieurs de John Badham, comme Le Sang du frère (2002, avec Jeanne Tripplehorn et Corin Nemec). Citons également Duel de Steven Spielberg (1971, avec Dennis Weaver).
S'ajoutent neuf séries disséminées de 1964 à 1976, dont Opération vol (quinze épisodes, 1968-1969) et Switch (épisode pilote, 1975).   

## Filmographie partielle

### Cinéma
- 1973 : Tuez Charley Varrick ! (Charley Varrick) de Don Siegel
- 1974 : Le flic se rebiffe (The Midnight Man) de Burt Lancaster et Roland Kibbee
- 1980 : Rendez-vous chez Max's (Inside Moves) de Richard Donner
- 1981 : C'est ma vie, après tout ! (Whose Life Is It Anyway?) de John Badham
- 1983 : Tonnerre de feu (Blue Thunder) de John Badham (+ petit rôle non crédité d'un pilote de F-16)
- 1984 : À la poursuite du diamant vert (Romancing the Stone) de Robert Zemeckis
- 1985 : Le Prix de l'exploit (American Flyers) de John Badham
- 1986 : Short Circuit de John Badham
- 1990 : Comme un oiseau sur la branche (Bird on a Wire) de John Badham
- 1991 : La Manière forte (The Hard Way) de John Badham
- 1993 : Indiscrétion assurée (Another Stakeout) de John Badham
- 1993 : Nom de code : Nina (Point of No Return) de John Badham
- 1994 : Drop Zone de John Badham
- 1995 : Meurtre en suspens (Nick of Time) de John Badham

### Télévision

#### Séries
- 1966 : Laredo, saison 2, épisode 2 The Dance of the Laughing Death de Jerry Hopper et épisode 11 The Last of the Caesars: Absolutely de R. G. Springsteen
- 1968-1969 : Opération vol (It Takes a Thief), saisons 2 et 3, 15 épisodes
- 1971 : Les Règles du jeu (The Name of the Game), saison 3, épisode 16 LA 2017 de Steven Spielberg et épisode 21 Appointment in Palermo de Ben Gazzara
- 1972 : Un shérif à New York (McCloud), saison 3, épisode 1 The New Mexican Connection d'Hy Averback et Russ Mayberry
- 1973 : L'Homme qui valait trois milliards (The Six Million Dollar Man), 2e épisode pilote Vin, vacances et vahinés (Wine, Women and War) de Russ Mayberry
- 1975 : Switch, saison 1, épisode pilote Las Vegas Roundabout de Robert Day

#### Téléfilms
- 1970 : L'Obsession infernale (Hauser's Memory) de Boris Sagal
- 1971 : Duel de Steven Spielberg
- 1972 : Cutter de Richard Irving
- 1973 : La Dernière Enquête (Brock's Last Case) de David Lowell Rich
- 1974 : Exécuté pour désertion (The Execution of Private Slovik) de Lamont Johnson
- 1974 : L'Enfant du désert (The Goldchild) de John Badham
- 1975 : A Cry for Help (en) de Daryl Duke
- 1977 : The Strange Possession of Mrs. Oliver de Gordon Hessler
- 1979 : Murder by Natural Causes de Robert Day
- 1980 : Escape de Robert Michael Lewis
- 1999 : Jack Bull (The Jack Bull) de John Badham
- 2000 : The Last Debate de John Badham
- 2002 : Le Sang du frère (My Brother's Keeper) de John Badham
- 2003 : Soirée d'angoisse (Footsteps) de John Badham

## Distinctions (sélection)
- Une nomination au British Academy Film Award du meilleur montage en 1974, pour Tuez Charley Varrick !
- Deux nominations à l'Oscar du meilleur montage :
  - En 1984, pour Tonnerre de feu ;
  - Et en 1985, pour À la poursuite du diamant vert.